# Kensingtonské zahrady

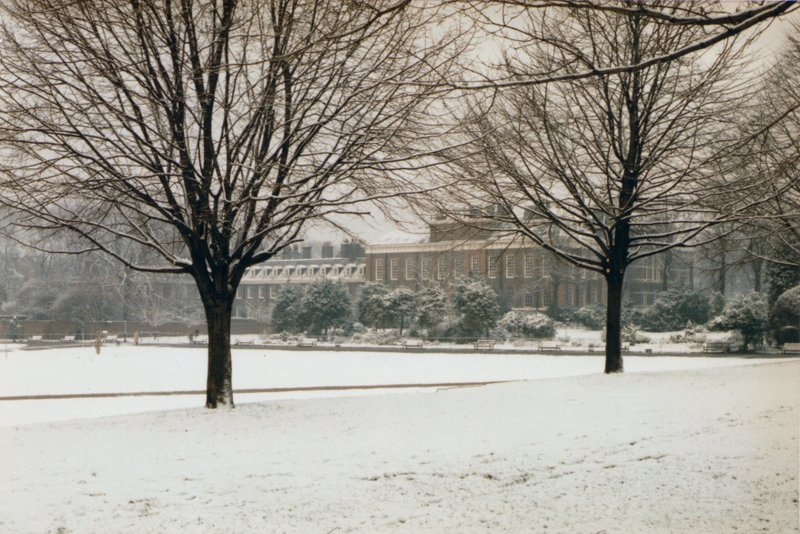
Kensingtonské zahrady v zimě

Kensingtonské zahrady jsou jeden z královských parků v Londýně. Rozprostírají se bezprostředně na západ od Hyde Parku. Většina parku leží v Westminsteru ale malá část patří do Kensington a Chelsea. Plocha parku činí 1,1 km².
Občas bývají považovány za součást Hyde Parku, ale oba parky jsou samostatné a jsou od sebe odděleny Carriage Drive.
Spolu s Green Parkem, St. James's Parkem a zahradami u Buckinghamského paláce vytvářejí tyto parky téměř nepřerušený pás otevřeného prostranství zasahující od Whitehallu až po Notting Hill.
Mezi zajímavosti parku patří – Albertův památník, Kensingtonský palác, socha Petra Pana, Serpentinová galerie, Spekův památník a kruhový rybník.

## Další informace
Přes Kesingtonské zahrady vede stezka Diana, Princess of Wales Memorial Walk.